# Pyrausta aquilalis
Pyrausta aquilalis is een vlinder uit de familie van de grasmotten (Crambidae), uit de onderfamilie van de Pyraustinae. De wetenschappelijke naam van deze soort is voor het eerst voorgesteld als Botys aquilalis door Francis Walker in een publicatie uit 1866.
De soort komt voor in Colombia.